# 久保田智之
久保田 智之（くぼた ともゆき、1981年1月30日 - ）は、埼玉県比企郡吉見町出身の元プロ野球選手（投手）、コーチ。
日本プロ野球におけるシーズン最多登板数記録保持者（90登板）。

## 経歴

### プロ入り前
小学3年生から野球を始め小学5年生秋の新チームからレギュラーになり、主に5番・捕手だった。
その後、自分でも活躍できるだろうと進学した滑川高校でも捕手を務めていたが、監督に投手をしたいと申し出ると「エースと違う投げ方をするなら試合で使ってやる」と言われ、監督が練習中にトルネード投法で投げていたのを真似て投手も兼任するようになった。この際に野茂英雄を参考にしたことは一切なかった。
高校3年時の1998年に正捕手・4番打者・2番手投手として第80回全国高等学校野球選手権大会に同校初となる出場を果たした。1回戦の対境高校戦では7回にリリーフ登板してトルネード投法を披露し、翌日のスポーツ新聞では「滑川の大魔神」「トルネード久保田」という見出しがつけられた。3回戦で後にプロでチームメイトとなる久保康友を擁する関大一高に敗れたが、3試合で計6イニングを投げて無失点に抑えた。
高校卒業後は投手として誘われた常磐大学人間科学部コミュニケーション学科に進学し、関甲新学生野球連盟所属の同大硬式野球部に所属。本格的に投手転向して2年時から主戦となったが、地肩の強さに頼った投げ方で連投できなかった。2、3年春はリーグ最多勝、3年時に東海大学との練習試合で球速153 km/hを計測するなどプロから注目されるようになり、2002年春には読売ジャイアンツ（巨人）のキャンプに招待選手として参加した。大学では同期の小野寺力と共に活躍したがリーグ戦の優勝はなく、リーグ通算22勝も全国・国際大会にも縁がなかった。同年秋のドラフト会議で阪神タイガースから5巡目で指名され入団。入団会見では「自分は昔から阪神ファン。ユニフォームを着られることが本当に嬉しい」と発言した。一方で入団直後の新人合同自主トレーニングに体重超過で臨み、いきなり80万円の罰金を科されたが「活躍して倍以上にして取り返してやる」と誓った。

### 阪神時代
2003年5月11日にプロ初登板。5月24日の対ヤクルトスワローズ戦（松山）で、福原忍の球団最速記録を塗り替える156 km/hを計測した。6月1日の対巨人戦でプロ初先発し、その後は先発と中継ぎを兼任した。最終的に26試合に登板して5勝5敗、防御率3.12の成績だった。この年チームはリーグ優勝を決めたが、その直前に故障して、日本シリーズでは登板機会がなかった。
2004年開幕当初は先発として起用されたが、打ち込まれた上に再度故障。復帰後は中継ぎで好投していたが、ジェフ・ウィリアムスと安藤優也がアテネオリンピックの代表に招集され、ジェロッド・リガンも故障で離脱したことに伴い抑え投手に転向。同年10月に看護師の女性と結婚し、翌年9月に長女が誕生した。
2005年はウィリアムス、藤川球児と共に『JFK』と呼ばれるリリーフトリオを形成。同年から開始されたセ・パ交流戦では、5月18日の対西武ライオンズ戦でシーズン5セーブ目を記録。チームが優勝を決めた9月29日の対巨人戦では胴上げ投手となった。また、同年は自身の球団最速記録を更新する157km/hを計測した。しかし、リリーフ投手としてはやや安定感に欠け、走者を出してはギリギリのところで抑える場面が多かった。レギュラーシーズンは5勝4敗27セーブ 防御率2.12の成績で終了、日本シリーズでは1試合に登板して打者4人と対し1安打無失点に抑えた。
2006年開幕前の3月に開催された第1回ワールド・ベースボール・クラシック(WBC)直前に負傷した黒田博樹の代替選手として日本代表に選出され、黒田が着ける予定だった背番号「15」で選手登録された。登板機会はなかったものの、チームは優勝を果たした。シーズンでは5月4日の対巨人戦では同点の延長10回表から登板するとその裏の攻撃で四球を選んで出塁し、矢野輝弘の適時打により、本人曰く「人生初」、なおかつ抑えとしては珍しいサヨナラのホームを踏んだ。阪神では引き続き抑えを任されたものの序盤から安定感に欠ける登板が続き、6月21日にベビーカーから落ちそうになった娘をかばった際に右手の甲を地面に強く打ちつけて骨折し戦線離脱。この行動はファンのみならず藤川など同僚からも「父親として当然の行動」と評されたが、当時の球団シニアディレクターだった星野仙一には「自分の商売道具である手を大事にしていない」と批判された。シーズン後半には復帰したものの打ち込まれる場面が目立ち、前述の怪我による長期離脱の影響もあり、5勝7敗16セーブ 防御率3.96という成績でシーズンを終えた。
2007年からは藤川が抑えに回り、久保田はセットアッパーとして起用されるようになった。先発投手陣の不振もあってシーズン通してフル回転し、8月には月間最多タイ記録となる17試合に登板。9月15日には2005年に藤川球児が記録したシーズン最多登板80を更新する81試合登板達成。最終的にNPBのシーズン最多登板数を90まで伸ばした。防御率1.75 NPB記録のシーズン46ホールド 日本新記録の55ホールドポイントを樹立。下柳剛の10勝に次ぐチーム2位の9勝を挙げ、リリーフ投手ながらチーム2位、リーグ22位の108投球回を投げ、リーグ15位の101奪三振を記録するなどプロ入り後最高の成績を残し、初タイトルとなる最優秀中継ぎ投手を獲得。オールスターゲームにも監督推薦で初出場し、7月20日の第1戦に登板して1回を三者凡退に抑え、勝利投手となった。
2008年は2007年シーズンの登板過多や延長を含め1試合で4イニング投げた影響から防御率が倍近く悪化した。特にシーズン終盤は不安定な投球が度重なり、代役でスコット・アッチソンがセットアッパーになった。オールスターゲームにもファン投票で選出され2度目の出場を果たした。12球団最多の69試合・85回1/3に登板して37ホールドポイントを挙げ2年連続の最優秀中継ぎ投手となったものの、前年より安定感を欠いたことがマイナスとなり12月22日の契約更改では推定1,000万円の減俸となった。
2009年は本人の希望と新監督の真弓明信の意向もあり先発に再転向する予定だったが、キャンプ中に肩の故障で離脱。7月16日の対中日ドラゴンズ戦で5年ぶりの先発で一軍に復帰したが3回途中4失点で降板し、翌17日付で二軍に降格した後は一軍で登板することなくシーズンを終えた。
2010年は再び中継ぎとして起用されたが5月に再調整のため二軍に降格。復帰後は57イニング2/3を投げて防御率1点台、WHIP0点台と安定した成績を残しチーム最多の71試合登板・28ホールド・34ホールドポイントを記録した。また9月2日の対横浜ベイスターズ戦では、先発時代の2004年5月4日以来6年ぶり、リリーフ転向後では初の適時打を打った。
2011年は絶不調でセットアッパーとしての役割を果たせず、一軍では23試合の出場にとどまり、シーズンの大半を二軍で過ごした。
2012年も不調が続き、一軍に上がっても速球の球速が130 km/h台まで低下、かつての威力抜群の投球を披露することができない状態に陥りすぐに二軍へ降格。そのままシーズンを終えた。
2013年は球速が140 km/h台後半まで回復。4月23日の対中日戦で1イニング8失点を喫した後は二軍暮らしだったものの、後半戦以降は貴重な中継ぎ戦力として返り咲いた。しかし、シーズンを通しての防御率はシーズン序盤の失点が響き5.57と振るわなかった。
2014年は2月に右肘を手術した影響で、一軍での登板はなかった。その後も肘の状態は回復せず、現役選手としてやっていくのは厳しいと判断し、9月になって現役引退を決断。10月3日に引退を発表し、11月6日に任意引退公示された。

### 現役引退後
阪神に球団職員として引き続き在籍。2015年から2年間は、主に二軍で打撃投手を務めた。2017年からは、球団本部へ異動するとともに、関東地区担当のプロスカウトとして活動した。
2020年11月12日、阪神の二軍投手コーチに就任することが発表された。背番号は90。2022年まで同コーチを務め、2023年からは一軍投手コーチを務める。

## 選手としての特徴
高校時代よりも捻りが少ないトルネード気味のオーバースローから平均球速約148 km/hの速球を投げる。リリーフ時には最速157km/hを記録した。
森本稀哲は上原浩治の公式YouTubeチャンネルにて、松坂世代の中で最も優れた中継ぎ投手として杉内俊哉と共に彼の名前を挙げている。

## 人物
2007年オフにシーズン90試合登板を記念して母校の常磐大学から特別表彰を受けた際、プロ入り時に大学の卒業要件（習得単位数）を満たしておらず自主退学していたことを明かした。大学側は卒業要件に関する規定を一部改訂、久保田を卒業生に準じる「名誉修了生」として扱うことにした。正式な卒業ではないため大卒（学士）の資格は得ていない。

## 詳細情報

### 年度別投手成績
| 年 度      | 球 団      | 登 板 | 先 発 | 完 投 | 完 封 | 無 四 球 | 勝 利 | 敗 戦 | セ 丨 ブ | ホ 丨 ル ド | 勝 率 | 打 者 | 投 球 回 | 被 安 打 | 被 本 塁 打 | 与 四 球 | 敬 遠 | 与 死 球 | 奪 三 振 | 暴 投 | ボ 丨 ク | 失 点 | 自 責 点 | 防 御 率 | W H I P |
| ---------- | ---------- | ----- | ----- | ----- | ----- | -------- | ----- | ----- | -------- | ----------- | ----- | ----- | -------- | -------- | ----------- | -------- | ----- | -------- | -------- | ----- | -------- | ----- | -------- | -------- | ------- |
| 2003       | 阪神       | 26    | 10    | 0     | 0     | 0        | 5     | 5     | 0        | --          | .500  | 383   | 89.1     | 89       | 5           | 27       | 2     | 6        | 100      | 2     | 0        | 35    | 31       | 3.12     | 1.30    |
| 2004       | 阪神       | 28    | 6     | 1     | 0     | 1        | 4     | 4     | 4        | --          | .500  | 298   | 69.0     | 71       | 10          | 19       | 2     | 1        | 69       | 2     | 0        | 33    | 31       | 4.04     | 1.30    |
| 2005       | 阪神       | 68    | 0     | 0     | 0     | 0        | 5     | 4     | 27       | 3           | .556  | 330   | 80.2     | 73       | 8           | 15       | 2     | 2        | 97       | 5     | 0        | 20    | 19       | 2.12     | 1.09    |
| 2006       | 阪神       | 47    | 0     | 0     | 0     | 0        | 5     | 7     | 16       | 2           | .417  | 221   | 50.0     | 58       | 4           | 19       | 1     | 1        | 57       | 5     | 0        | 26    | 22       | 3.96     | 1.54    |
| 2007       | 阪神       | 90    | 0     | 0     | 0     | 0        | 9     | 3     | 0        | 46          | .750  | 448   | 108.0    | 97       | 6           | 32       | 2     | 0        | 101      | 4     | 0        | 26    | 21       | 1.75     | 1.19    |
| 2008       | 阪神       | 69    | 0     | 0     | 0     | 0        | 6     | 3     | 0        | 31          | .667  | 373   | 85.1     | 87       | 8           | 34       | 2     | 2        | 75       | 8     | 0        | 34    | 30       | 3.16     | 1.42    |
| 2009       | 阪神       | 1     | 1     | 0     | 0     | 0        | 0     | 1     | 0        | 0           | .000  | 15    | 2.1      | 7        | 0           | 2        | 0     | 0        | 3        | 0     | 0        | 4     | 4        | 15.43    | 3.86    |
| 2010       | 阪神       | 71    | 0     | 0     | 0     | 0        | 6     | 3     | 0        | 28          | .667  | 329   | 81.2     | 72       | 11          | 17       | 1     | 0        | 68       | 6     | 0        | 37    | 29       | 3.20     | 1.09    |
| 2011       | 阪神       | 23    | 0     | 0     | 0     | 0        | 1     | 2     | 0        | 6           | .333  | 97    | 21.2     | 27       | 2           | 9        | 1     | 0        | 26       | 3     | 0        | 13    | 13       | 5.40     | 1.66    |
| 2012       | 阪神       | 4     | 0     | 0     | 0     | 0        | 0     | 0     | 0        | 0           | ----  | 13    | 3.0      | 3        | 0           | 1        | 0     | 0        | 2        | 0     | 0        | 2     | 2        | 6.00     | 1.33    |
| 2013       | 阪神       | 17    | 0     | 0     | 0     | 0        | 0     | 2     | 0        | 1           | .000  | 94    | 21.0     | 17       | 2           | 13       | 1     | 1        | 14       | 0     | 0        | 15    | 13       | 5.57     | 1.48    |
| 通算：11年 | 通算：11年 | 444   | 17    | 1     | 0     | 1        | 41    | 34    | 47       | 117         | .547  | 2601  | 612.0    | 601      | 56          | 188      | 14    | 13       | 612      | 35    | 0        | 245   | 215      | 3.16     | 1.31    |

- 各年度の太字はリーグ最高、赤太字はNPBにおける歴代最高

### タイトル
- 最優秀中継ぎ投手：2回（2007年、2008年）※2年連続は最長タイ記録[注 1]

### 表彰
- 若林忠志賞：1回（2014年）
- ヤナセ・阪神タイガースMVP賞：1回（2007年[22]）

### 記録
初記録
投手記録
- 初登板：2003年5月11日、対横浜ベイスターズ9回戦（横浜スタジアム）、9回裏に3番手で救援登板・完了、1回無失点
- 初奪三振：同上、9回裏に古木克明から見逃し三振
- 初先発：2003年6月1日、対読売ジャイアンツ12回戦（東京ドーム）、6回1失点
- 初勝利：2003年6月15日、対読売ジャイアンツ14回戦（阪神甲子園球場）、10回表に3番手で救援登板・完了、1回無失点
- 初先発勝利：2003年7月30日、対横浜ベイスターズ19回戦（阪神甲子園球場）、6回2/3を2失点
- 初完投勝利：2004年5月4日、対広島東洋カープ4回戦（広島市民球場）、9回1失点
- 初セーブ：2004年8月28日、対広島東洋カープ22回戦（阪神甲子園球場）、8回表に2番手で救援登板・完了、2回無失点
- 初ホールド：2005年6月5日、対千葉ロッテマリーンズ6回戦（阪神甲子園球場）、9回表に2番手で救援登板、3回無失点

打撃記録
- 初安打：2003年8月12日、対横浜ベイスターズ21回戦（札幌ドーム）、2回表にクリス・ホルトから中前安打
- 初打点：2004年5月4日、対広島東洋カープ4回戦（広島市民球場）、2回表に大竹寛から中前適時打

その他の記録
- シーズン90登板：2007年 ※史上最多

### 背番号
- 30（2003年 - 2014年）
  - 15（2006年WBC）
- 101（2015年 - 2016年）
- 90（2021年 - ）

### 代表歴
- 2006 ワールド・ベースボール・クラシック日本代表